# Semiz Ahmed Pacha
Semiz Ahmed Pacha (turc ottoman : سيمز أحمد پاشا; 1492 – 27 April 1580) était un homme d'État ottoman qui fut grand vizir de l'Empire ottoman du 13 octobre 1579 jusqu'à sa mort le 27 avril 1580.

## Biographie
Bien que l'on sache peu de choses sur les débuts de Semiz Ahmed Pacha, né en 1492, il aurait été d'origine albanaise.
Il succède à Sokollu Mehmed Pacha comme Grand Vizir de l'Empire ottoman le 13 octobre 1579,,.

### Mariage
Le 27 novembre 1557, Semiz Ahmed Pacha épousa Ayşe Hümaşah Sultan,, fille du grand vizir ottoman Rüstem Pacha et de Mihrimah Sultan, fille unique de Soliman le Magnifique et de Hürrem Sultan,,.

### Décès
Semiz Ahmed Pacha meurt le 27 avril 1580 et a été enterré à la mosquée Mihrimah Sultan, Edirnekapı.